# 에티오피아구

에티오피아구

에티오피아구는 사하라 이남 아프리카와 아라비아 반도 남부, 마다가스카르 섬, 이란과 아프가니스탄 남부를 포함하는 생물 지리구이다. 에티오피아구의 한가운데를 적도가 지나가고 거의가 남북 두 회귀선 안에 들어간다. 박쥐를 제외한 38과의 포유류가 분포되어 있는데 이 중 9과의 동물은 분포지역이 넓고 12과는 이 구에만 있는 동물이다. 기린·하마는 아프리카를 대표하는 종류이고 관치목(管齒目)에 속하는 10종뿐인 땅돼지류와 식충류인 수달붙이·금두더지·날땃쥐도 이 구의 특산종이다. 설치류에는 비늘꼬리청서 등 6개 과의 동물이 이 구역 고유의 동물이다.